# 金鮮一
金鮮一（：／ Kim Sun-il，一些中文媒體錯誤譯作「金善日」（1970年9月13日—2004年6月22日），韓國公民，在为美军提供服务的韩国公司中擔任英语翻译，他在伊拉克遭到武装分子劫持，在韩国政府拒绝武装分子的撤军要求后遭到斬首。
金鮮一是家里8个孩子中唯一的儿子，排行第七，為一名虔誠基督徒。他曾经就讀龙山大学及庆星大学，入讀神學院。神學畢業後，2003年2月入讀韓國外國語大學修讀阿拉伯語學士學位。他在2003年6月15日前往中東擔任宣教士，以傳道員身份進入伊拉克工作，並向伊拉克人傳播基督教。
2004年5月30日，他在距離巴格達市以西50公里的費盧杰被俘。其後縛匪多次向韓國政府要求撤銷將宰桐部隊派至伊拉克的決定，但消息都在中途被扣留，結果金鮮一於2004年6月22日被害。他死後，韓國限制該國公民前往中東等伊斯蘭教國家宣傳基督教。
金鮮一被斬首的片段被上傳至一個美國網站上，引起了韓國網友的憤怒，他們多次以「阻斷服務」（DoS）的方式攻擊該網站。
金鮮一的喪禮於2004年6月30日於釜山舉行，遺照旁掛著一塊以英文、阿拉伯文和韓文寫成的橫額：「我愛伊拉克」。

## 腳註
1. ↑  例如：
人間福報[1]、
中國新聞網[2]、
美國之音[3]、
德國之聲[4]